# Кубок Германии по футболу 2010/2011
Кубок Германии по футболу 2010—2011 годов — 68-й розыгрыш кубка Германии по футболу (нем. DFB-Pokal). Турнир начался 13 августа 2010 года, финал был сыгран 21 мая 2011 года на Олимпийском стадионе в Берлине.
Титул защищала 15-кратный обладатель кубка — «Бавария». В финальном матче «Шальке 04» выиграл у клуба Второй Бундеслиги «Дуйсбурга» со счётом 5:0 и в пятый раз завоевал кубок Германии.

## Команды-участники
| Бундеслига все клубы | Вторая Бундеслига все клубы | Третья лига лучшие 4 клуба                                         | 21 победитель региональных кубковых соревнований1 |
| - Бавария - Шальке 04 - Вердер - Байер 04 - Боруссия (Дортмунд) - Штутгарт - Гамбург - Вольфсбург - Майнц 05 - Айнтрахт - Хоффенхайм - Боруссия (Мёнхенгладбах) - Кёльн - Фрайбург - Ганновер 96 - Нюрнберг - Бохум - Герта | - Кайзерслаутерн - Санкт-Паули - Аугсбург - Фортуна Дюссельдорф - Падерборн 07 - Дуйсбург - Арминия Билефельд - 1860 Мюнхен - Энерги Котбус - Карлсруэ - Гройтер Фюрт - Унион Берлин - Алеманния Ахен - РВ Оберхаузен - ФСВ Франкфурт - Ганза Росток - Кобленц - Рот-Вайсс Ален | - Оснабрюк - Эрцгебирге Ауэ - Ингольштадт 04 - Айнтрахт Брауншвейг | - Зандхаузен - Ян Регенсбург - Ваккер (Бургхаузен)1 - Анкараспор Берлин - Бабельсберг - Обернойланд - Виктория (Гамбург) - Кикерс - Торгелов - Германия Виндек - Шварц-Вайс Эссен - Вильгельмсхафен1 - Хеслинген - Айнтрахт Трир - Эльферсберг - Кемницер - Галлешер - Любек - Пфуллендорф - Пирмазенс - Мойзельвиц - Пройссен (Мюнстер) - Ферль1 - Ален |

## Первый раунд
Жеребьёвка первого раунда прошла 5 июня 2010 года. Матчи первого раунда прошли 13—16 августа.
| Дата       | Домашняя команда    | Счёт             | Выездная команда         | Место проведения   |
| ---------- | ------------------- | ---------------- | ------------------------ | ------------------ |
| 13 августа | Вильгельмсхафен     | 0:4              | Айнтрахт                 | Вильгельмсхафен    |
| 13 августа | Ингольштадт 04      | 2:0              | Карлсруэ                 | Ингольштадт        |
| 13 августа | Любек               | 0:2              | Дуйсбург                 | Любек              |
| 13 августа | ФСВ Франкфурт       | 2:0              | Падерборн 07             | Франкфурт          |
| 13 августа | Оснабрюк            | 2:3 (д.вр.)      | Кайзерслаутерн           | Оснабрюк           |
| 13 августа | Ян Регенсбург       | 1:1 (5:6) (пен.) | Арминия Билефельд        | Регенсбург         |
| 14 августа | Пирмазенс           | 1:11             | Байер 04                 | Пирмазенс          |
| 14 августа | Ваккер (Бургхаузен) | 0:3              | Боруссия (Дортмунд)      | Бургхаузен         |
| 14 августа | Бабельсберг         | 1:2              | Штутгарт                 | Потсдам            |
| 14 августа | Обернойланд         | 0:1              | Фрайбург                 | Бремен             |
| 14 августа | Пфуллендорф         | 0:2              | Герта                    | Пфуллендорф        |
| 14 августа | Рот-Вайсс Ален      | 0:4              | Вердер                   | Ален               |
| 14 августа | Ферль               | 1:2              | 1860 Мюнхен              | Ферль              |
| 14 августа | Ганза Росток        | 0:4              | Хоффенхайм               | Росток             |
| 14 августа | Кемницер            | 1:0              | Санкт-Паули              | Хемниц             |
| 14 августа | Зандхаузен          | 4:4 (1:3) (пен.) | Аугсбург                 | Зандхаузен         |
| 14 августа | Эльферсберг         | 0:0 (5:4) (пен.) | Ганновер 96              | Шпизен-Эльферсберг |
| 14 августа | Айнтрахт Брауншвейг | 1:2 (д.вр.)      | Гройтер Фюрт             | Брауншвейг         |
| 14 августа | Эрцгебирге Ауэ      | 1:3              | Боруссия (Мёнхенгладбах) | Ауэ                |
| 15 августа | Шварц-Вайс Эссен    | 1:2              | Алеманния Ахен           | Эссен              |
| 15 августа | Кобленц             | 1:0              | Фортуна Дюссельдорф      | Кобленц            |
| 15 августа | Виктория (Гамбург)  | 1:0              | РВ Оберхаузен            | Гамбург            |
| 15 августа | Мойзельвиц          | 0:2              | Кёльн                    | Мойзельвиц         |
| 15 августа | Хеслинген           | 1:2              | Энерги Котбус            | Хеслинген          |
| 15 августа | Айнтрахт Трир       | 0:2              | Нюрнберг                 | Трир               |
| 15 августа | Анкараспор Берлин   | 1:2              | Майнц 05                 | Берлин             |
| 15 августа | Галлешер            | 1:0              | Унион Берлин             | Лейпциг            |
| 15 августа | Торгелов            | 1:5              | Гамбург                  | Торгелов           |
| 15 августа | Пройссен (Мюнстер)  | 1:2              | Вольфсбург               | Мюнстер            |
| 15 августа | Кикерс              | 3:0              | Бохум                    | Оффенбах           |
| 16 августа | Германия Виндек     | 0:4              | Бавария                  | Кёльн              |
| 16 августа | Ален                | 1:2              | Шальке 04                | Ален               |

## Второй раунд
Жеребьёвка второго раунда прошла 21 августа 2010 года. Матчи второго раунда прошли 26—27 октября.
| Дата       | Домашняя команда         | Счёт             | Выездная команда    | Место проведения   |
| ---------- | ------------------------ | ---------------- | ------------------- | ------------------ |
| 26 октября | Кобленц                  | 2:1              | Герта               | Кобленц            |
| 26 октября | Виктория (Гамбург)       | 1:3              | Вольфсбург          | Гамбург            |
| 26 октября | Кёльн                    | 3:0              | 1860 Мюнхен         | Кёльн              |
| 26 октября | Гройтер Фюрт             | 2:4 (д.вр.)      | Аугсбург            | Фюрт               |
| 26 октября | Энерги Котбус            | 2:1              | Фрайбург            | Котбус             |
| 26 октября | ФСВ Франкфурт            | 0:1              | Шальке 04           | Франкфурт-на-Майне |
| 26 октября | Бавария                  | 2:1              | Вердер              | Мюнхен             |
| 26 октября | Кайзерслаутерн           | 3:0              | Арминия Билефельд   | Кайзерслаутерн     |
| 27 октября | Галлешер                 | 0:3              | Дуйсбург            | Лейпциг            |
| 27 октября | Айнтрахт                 | 5:2              | Гамбург             | Франкфурт-на-Майне |
| 27 октября | Хоффенхайм               | 1:0              | Ингольштадт 04      | Зинсхайм           |
| 27 октября | Алемания                 | 2:1              | Майнц 05            | Ахен               |
| 27 октября | Кикерс                   | 0:0 (4:2) (пен.) | Боруссия (Дортмунд) | Оффенбах           |
| 27 октября | Эльферсберг              | 0:3              | Нюрнберг            | Шпизен-Эльферсберг |
| 27 октября | Кемницер                 | 1:3 (д.вр.)      | Штутгарт            | Хемниц             |
| 27 октября | Боруссия (Мёнхенгладбах) | 1:1 (5:4) (пен.) | Байер 04            | Мёнхенгладбах      |

## Третий раунд
Жеребьёвка третьего раунда прошла 31 октября 2010 года. Шесть матчей третьего раунда прошли 21—22 декабря, ещё два матча «Кикерс» — «Нюрнберг» и «Кобленц» — «Кайзерслаутерн» были перенесены на 19 января 2011 года из-за погодных условий.
| Дата       | Домашняя команда | Счёт             | Выездная команда         | Место проведения |
| ---------- | ---------------- | ---------------- | ------------------------ | ---------------- |
| 21 декабря | Аугсбург         | 0:1              | Шальке 04                | Аугсбург         |
| 21 декабря | Хоффенхайм       | 2:0              | Боруссия (Мёнхенгладбах) | Зинсхайм         |
| 22 декабря | Вольфсбург       | 1:3              | Энерги Котбус            | Вольфсбург       |
| 22 декабря | Кёльн            | 1:2              | Дуйсбург                 | Кёльн            |
| 22 декабря | Штутгарт         | 3:6              | Бавария                  | Штутгарт         |
| 22 декабря | Алемания         | 1:1 (5:3) (пен.) | Айнтрахт                 | Ахен             |
| 19 января  | Кикерс           | 0:2              | Нюрнберг                 | Оффенбах         |
| 19 января  | Кобленц          | 1:4              | Кайзерслаутерн           | Кобленц          |

## 1/4 финала
Жеребьёвка четвертьфиналов прошла 22 декабря 2010 года. Матчи 1/4 финала пройдут 25—26 января 2011 года.
| Шальке 04                                    | 3:2 (доп. вр.) | Нюрнберг      |
| -------------------------------------------- | -------------- | ------------- |
| Гавранович 14′ · Ракитич 58′ · Дракслер 119′ | (отчёт)        | Шибер 4′, 32′ |

| Энерги       | 1:0     | Хоффенхайм |
| ------------ | ------- | ---------- |
| Шао Цзяи 84′ | (отчёт) |            |

| Дуйсбург               | 2:0     | Кайзерслаутерн |
| ---------------------- | ------- | -------------- |
| Байич 36′ · Шукало 58′ | (отчёт) |                |

| Алемания | 0:4     | Бавария                                  |
| -------- | ------- | ---------------------------------------- |
|          | (отчёт) | Гомес 26′ · Мюллер 75′, 80′ · Роббен 88′ |

## 1/2 финала
Жеребьёвка полуфинальных матчей прошла 30 января 2011 года. Матчи пройду 1 и 2 марта 2011 года.
| Дуйсбург                   | 2:1     | Энерги              |
| -------------------------- | ------- | ------------------- |
| Майерхофер 24′ · Баляк 54′ | (отчёт) | Петерсон 78′ (пен.) |

| Бавария | 0:1     | Шальке 04 |
| ------- | ------- | --------- |
|         | (отчёт) | Рауль 15′ |

## Финал
Финальный матч между «Дуйсбургом» и «Шальке 04» состоится 21 мая 2011 года на Олимпийском стадионе в Берлине. Впервые с 2004 года клуб Второй Бундеслиги достиг финала кубка Германии..
| Дуйсбург | 0:5     | Шальке 04                                                  |
| -------- | ------- | ---------------------------------------------------------- |
|          | (отчёт) | Дракслер 18′ · Хюнтелар 22′ 70′ · Хёведес 42′ · Хурадо 55′ |

## Бомбардиры
| Место | Игрок             | Клуб           | Голы |
| ----- | ----------------- | -------------- | ---- |
| 1     | Срджан Лакич      | Кайзерслаутерн | 7    |
| 2-3   | Штефан Майерхофер | Дуйсбург       | 4    |
| 2-3   | Рафаэль Нандо     | Аугсбург       | 4    |
| 4     | 13 игроков        | 13 игроков     | 3    |